# Selecció d'hoquei sobre patins masculina d'Itàlia
La selecció masculina d'hoquei sobre patins d'Itàlia representa la Federació Italiana d'Hoquei i Patinatge en competicions internacionals d'hoquei sobre patins. La federació italiana es va fundar l'any 1922.
Ha guanyat el campionat del món en tres ocasions i el d'Europa en dues.

## Palmarès
- 3 Campionats del món : 1953,[2] 1986 i 1988
- 2 Campionats d'Europa : 1953[2] i 1990
- 1 Copa de les Nacions: 1982[3]